# Claus Offe
Profesor Claus Offe (* 16. března 1940, Berlín) je německý politický sociolog marxistické orientace. Coby žák Jürgena Habermase bývá řazen mezi příslušníky druhé generace tzv. frankfurtské školy. V současné době přednáší na berlínské soukromé vysoké škole Hertie School of Governance.
Zabývá se zejména možnostmi fungování demokracie v rámci kapitalistického společensko-ekonomického systému. Ve svých nedávno publikovaných studiích se pokusil vyvodit implikace týkající se společenského vývoje v zemích, jež zatím nedosáhly plně demokratického zřízení v pojetí tzv. západní demokracie.
Do širšího povědomí vstoupil Offeho příměr o páře a ledu, vztažený na soudobou konzumní společnost. Dle tohoto příměru bývá takřka každé zvětšení individuálního blahobytu jako větší materiální spotřeba, mobilita či možnost volby - tedy více "páry" - doprovázeno nárůstem "ledu," tj. negativních systémových jevů, jako jsou dopravní zácpy, globální znečištění či nutnost výběru v obchodě z více druhů každého artiklu, což naši svobodu opět omezuje. Lidská psychika přitom přirozeně velí vnímat pozitivní účinky, tj. "páru," zatímco vnímání negativní dopadů, tj.
"ledu", má sklon vytěsňovat, což společnost v globálním hledisku stimuluje k nezodpovědnému chování.

## Život
Narodil se 16. března 1940 v Berlíně.
Vědeckou dráhu započal na univerzitě ve Frankfurtu, kde obdržel doktorát (Ph.D.), habilitoval se na univerzitě v Kostnici. Působil postupně na univerzitách v Bielefeldu (1975-1989), Brémách (1989) a na Humboldtově univerzitě v Berlíně (1995-2005). Coby hostující (externí) profesor spolupracoval s instituty postgraduálních studií ve Stanfordu a Princetonu, Australskou národní univerzitou, Harvardovou univerzitou, Kalifornskou univerzitou v Berkeley či newyorskou univerzitou The New School.
Od roku 2001 je ženatý s političkou a bývalou disidentkou Ulrike (Ulrikou) Poppeovou.

### Milníky akademické dráhy
- od 2006 - Hertie School of Governance, Berlín - emeritní profesor státovědy.
- od 2005 (duben) - penze.
- 1995-2005 - Humboldtova Universita v Berlíně - profesor politických věd.
- 1989-1995 - univerzita v Brémách - profesor,
  - USA, Nizozemsko, Kanada, Rakousko, Švédsko, Austrálie, Itálie - univerzity, akademické instituty - externí profesor.
- 1973 - Univerzita v Kostnici - docent.
- 1968 - Univerzita ve Frankfurtu - Ph.D.
- 1965 - Svobodná univerzita v Berlíně - absolvent.

## Vědecká činnost, dílo
Předmětem Offeho výzkumu jsou zejména oblasti:
- politická sociologie,
- sociální politika,
- fungování demokracie,
- teorie transformace,
- duální rozdělování/alokace.

Offe je autorem řady odborných publikací a studií. K jeho nejvýznamnější pracím patří:
- 2005 - Americká zkušenost: Tocqueville, Weber a Adorno v USA. Cambridge: Univerzita v Cambridgi, ISBN 0-7456-3505-9.
- 1998 - Institucionální rámec postkomunistických společností v procesu změn za chodu. (spoluautoři Jon Elster a Ulrich K. Preuss), Cambridge: Univerzita v Cambridgi, ISBN 0-521-47386-1.
- 1996 - Zkušenosti s transformací ve východním Německu a státech východní Evropy. (spoluautor Jeremy Gaines), Cambridge: Univerzita v Cambridgi, ISBN 0-7456-1608-9.
- 1996 - Modernost a stát: Pojetí na západě a východě. (spoluautoři Charles Turner a Jeremy Gaines), Cambridge: Polity Press, ISBN 0-7456-1674-7.
- 1982 - Politika a politická kultura v pojetí sociální demokracie. (spoluautor Volker Gransow) New York: Telos Press